# Агрести-Потигуар

Агрести-Потигуар на карте.

Агрести-Потигуар (порт. Microrregião do Agreste Potiguar) — микрорегион в Бразилии, входит в штат Риу-Гранди-ду-Норти. Составная часть мезорегиона Сельскохозяйственный район штата Риу-Гранди-ду-Норти. Н
Население составляет 	229 795	 человек (на 2010 год). Площадь — 	3506,126	 км². Плотность населения — 	65,54	 чел./км².

## Демография
Согласно сведениям, собранным в ходе переписи 2010 г. Национальным институтом географии и статистики (IBGE), население микрорегиона составляет:						
| Полное население                             | Полное население                             | Полное население                             | Полное население                             | 229 795 |
| -------------------------------------------- | -------------------------------------------- | -------------------------------------------- | -------------------------------------------- | ------- |
| в том числе:                                 | Городское население                          | 129 468                                      | Процент городского населения, %              | 56,34   |
|                                              | Сельское население                           | 100 327                                      | Процент сельского населения, %               | 43,66   |
|                                              | Мужское население                            | 115 366                                      | Процент мужского населения, %                | 50,20   |
|                                              | Женское население                            | 114 429                                      | Процент женского населения, %                | 49,80   |
| Плотность населения, чел/км²                 | Плотность населения, чел/км²                 | Плотность населения, чел/км²                 | Плотность населения, чел/км²                 | 65,54   |
| Население микрорегиона в % к населению штата | Население микрорегиона в % к населению штата | Население микрорегиона в % к населению штата | Население микрорегиона в % к населению штата | 7,25    |

## Статистика
- Валовой внутренний продукт на 2003 год составляет 529 537 199,00 реалов (данные: Бразильский институт географии и статистики).
- Валовой внутренний продукт на душу населения на 2003 год составляет 2461,17 реалов (данные: Бразильский институт географии и статистики).
- Индекс развития человеческого потенциала на 2000 год составляет 0,613 (данные: Программа развития ООН).

## Состав микрорегиона
В составе микрорегиона включены следующие муниципалитеты:
1. Бон-Жезус
2. Брежинью
3. Иелму-Маринью
4. Жануариу-Сикку
5. Жундия
6. Лагоа-Салгада
7. Лагоа-д’Анта
8. Лагоа-ди-Педрас
9. Монти-Алегри
10. Нова-Крус
11. Паса-и-Фика
12. Пасажен
13. Риашуэлу
14. Санта-Мария
15. Санту-Антониу
16. Сенадор-Элой-ди-Соза
17. Серра-Каяда
18. Серринья
19. Сан-Паулу-ду-Потенжи
20. Сан-Педру
21. Вера-Крус
22. Варзеа